# Воллі Пфістер
Волтер Пфістер (англ. Walter C. "Wally" Pfister; 8 липня 1961, Чикаго, США) — американський кінооператор та режисер. Найбільш відомий спільними роботами з режисером Крістофером Ноланом.

## Біографія
Пфістер народився в Чикаго, але виріс у Нью-Йорку. Його дід був редактором міської газети в штаті Вісконсин. Батько ж був продюсером теленовин, який починав свою кар'єру на чиказькому каналі CBS-TV в 1955 році. Пізніше він працював з телеведучими Девідом Брінклі і Пітером Дженнінгсом, створював передачі про політичні з'їзди, космічні польоти і рухи за права афроамериканців.
Коли Пфістеру було близько 11 років, поряд з його будинком проходили зйомки бойовика Shamus (1973) з Бертом Рейнольдсом. Хлопчик був зачарований освітлювальними приладами і кінокамерами. Незабаром він сам починає знімати домашнє відео і короткометражки. Пфістер наслідує свого батька, роблячи слайди на плівку Kodachrome, запрошує сім'ю і друзів на невеликі шоу.

## Кар'єра
Після закінчення середньої школи Пфістер наймається асистентом на телевізійну станцію в Солсбері, штат Меріленд. Через пару місяців за допомогою камери CP16 він по вихідних починає знімати короткометражні фільми, в тому числі зробивши візуальне есе про вікторіанський будинок. «Я робив маленькі, повільні кроки навколо складної архітектури будинку», згадує він, «змонтувавши це з музикою, я показав відео керівнику. Він зробив мене оператором. Я отримував по 125 $ в тиждень».
Пізніше Пфістер знаходить роботу оператора в службі новин міста Вашингтона. Він робить репортажі з Конгресу США, Білого дому і спецвипуски новин з 1982 по 1985 рік. З 1985 Пфістер починає брати участь у створенні документальних фільмів серіалу Frontline каналу PBS і відеороликів про виробництво для різних промислових компаній Вашингтона.
У 1988 році Роберт Альтман приїжджає до Вашингтона, щоб зробити мінісеріал для HBO «Таннер 88» (1988). Альтман шукав справжнього оператора новин, щоб той зміг реалістично зняти сцену шоу. Він найняв Пфістера і попросив зробити кілька документальних кадрів та інтерв'ю. Коли продюсери побачили його роботу, то затвердили його другим оператором на запис цього шоу. Це був його перший досвід роботи в ігровому кіно.
Після цього Пфістер поступив в Американський інститут кіномистецтва. Під час другого року навчання він зробив короткометражку про борця проти апартеїду.
У тому ж році з ним познайомився Януш Камінський. Він найняв його як асистента і електрика для своїх проектів, бо знав його роботи. Тоді ж Камінські найняв і оператора Фідон Папамайкл, з яким також співпрацював Пфістер.
Роджер Корман дав Пфістеру можливість знімати сцени пострілів і вставки для фільмів, над якими працював Папамайкл. Це був його перший досвід роботи на 35 мм плівці. Зокрема він був другим оператором у Папамайкла на проекті «Хімія тіла», а також на інших фільмах Кормана.
У 1991 році Воллі Пфістер вперше сам зняв повнометражний художній фільм, дебютувавши як оператор-постановник стрічки «Ненароджена дитина». Після цього він зняв ще кілька фільмів жахів.
У 2014 році світ побачив режисерський дебют Воллі Пфістера фантастичний трилер «Перевага» з Джонні Деппом у головній ролі. Продюсером стрічки виступив Крістофер Нолан. Фільм отримав переважно негативні відгуки кінокритиків і простих глядачів.

## Співпраця з Крістофером Ноланом
У 1998 році Пфістер знімав у Монтані фільм «Поворот долі», який потрапив до основного конкурсу кінофестивалю Санденс. Там він і зустрів Нолана, чий фільм також був представлений на цьому кіноогляді.
Першою їх спільною роботою був трилер в стилі нуар «Пам'ятай» (2000). Після того як стало ясно, що співпраця виявилася вдалою, Пфістер працював оператором-постановником і в наступних роботах Нолана: «Безсоння» (2002), «Бетмен: Початок» (2005), «Престиж» (2006), «Темний лицар» (2008), яку він частково зняв камерами IMAX, «Початок» (2010) і «Темний лицар: Відродження легенди» (2012).

## Фільмографія

### Оператор
| Рік  | Назва українською          | Оригінальна назва     | Режисер          | Примітки |
| ---- | -------------------------- | --------------------- | ---------------- | --- |
| 1991 | Ненароджений               | The Unborn            | Родман Флендер   | |
| 1991 | Нижній рівень              | Lower Level           | Крістін Петерсон | |
| 1992 | Секретні ірги              | Secret Games          | Грегорі Дарк     | |
| 1992 | Нічний ритм                | Night Rhythms         | Грегорі Дарк     | |
| 1992 | Тваринний інстинкт         | Animal Instincts      | Грегорі Дарк     | |
| 1994 | Об'єкт присттрасті         | Object of Obsession   | Грегорі Дарк     | |
| 1995 | Бабуся                     | The Granny            | Лука Берковічі   | |
| 2000 | Пам'ятай                   | Memento               | Крістофер Нолан  | |
| 2001 |                            | Scotland, Pa.         | Біллі Морріссет  | |
| 2001 |                            | Sanctuary             | Кет Ши           | |
| 2001 |                            | Rustin                | Рік Джонсон      | |
| 2002 | Безсоння                   | Insomnia              | Крістофер Нолан  | |
| 2002 | Лавровий каньйон           | Laurel Canyon         | Ліза Холоденко   | |
| 2003 | Пограбування по-італійськи | The Italian Job       | Ф. Гері Грей     | |
| 2005 |                            | Slow Burn             | Вейн Біч         | |
| 2005 | Бетмен: Початок            | Batman Begins         | Крістофер Нолан  | Номінація на премію «Оскар» за найкращу операторську роботу                                                           |
| 2006 | Престиж                    | The Prestige          | Крістофер Нолан  | Номінація на премію «Оскар» за найкращу операторську роботу                                                           |
| 2008 | Темний лицар               | The Dark Knight       | Крістофер Нолан  | Номінація на премію «Оскар» за найкращу операторську роботу Номінація на премію БАФТА за найкращу операторську роботу |
| 2010 | Початок                    | Inception             | Крістофер Нолан  | Премія «Оскар» за найкращу операторську роботу Номінація на премію БАФТА за найкращу операторську роботу              |
| 2011 | Людина, яка змінила все    | Moneyball             | Беннетт Міллер   | |
| 2012 | Темний лицар повертається  | The Dark Knight Rises | Крістофер Нолан  | |
| 2012 | Марлі                      | Marley                | Кевін МакДональд | |

### Режисер
- Перевага (2014)
- Flaked (2016)
- The Tick (2016)